# Opowieść panny młodej
Opowieść panny młodej (jap. 乙嫁語り Otoyomegatari) – manga autorstwa Kaoru Mori, publikowana na łamach magazynu „Harta” wydawnictwa Enterbrain od października 2009 do listopada 2020, po czym została przeniesiona do czasopisma „Aokishi”.
W Polsce manga ukazuje się nakładem wydawnictwa Studio JG od 20 czerwca 2013. 

## Fabuła
Akcja dzieje się pod koniec XIX wieku, w odległym miasteczku położonym na Jedwabnym Szlaku. Historia mangi skupia się wokół młodej, dwudziestoletniej kobiety, Amiry, która przybywa z odległej osady, by zamieszkać wraz z mężem Karlukiem, chłopcem młodszym od niej o 8 lat. Amira przyzwyczaja się do nowego środowiska i codziennego życia we wspólnocie. Jednak spokojna atmosfera zostaje zakłócona, kiedy w mieście pojawia się starszy brat Amiry chcąc zabrać ją z powrotem do ich rodzinnej wioski.

## Publikacja serii
Autorką mangi jest Kaoru Mori. Kolejne rozdziały ukazywały się od 14 października 2008 do 13 listopada 2020 w czasopiśmie „Harta” (wcześniej znanym jako „Fellows!”) wydawnictwa Enterbrain. 18 czerwca 2021 seria została przeniesiona do innego magazynu tego samego wydawcy – „Aokishi”.
| Nr | Język japoński       | Język japoński         | Język polski         | Język polski           |
| Nr | Data wydania         | ISBN                   | Data wydania         | ISBN                   |
| -- | -------------------- | ---------------------- | -------------------- | ---------------------- |
| 1  | 15 października 2009 | ISBN 978-4-04-726076-4 | 20 czerwca 2013      | ISBN 978-83-61356-68-4 |
| 2  | 15 czerwca 2010      | ISBN 978-4-04-726586-8 | 31 października 2013 | ISBN 978-83-61356-77-6 |
| 3  | 15 czerwca 2011      | ISBN 978-4-04-727328-3 | 4 lutego 2014        | ISBN 978-83-61356-85-1 |
| 4  | 14 maja 2012         | ISBN 978-4-04-726586-8 | 7 maja 2014          | ISBN 978-83-61356-97-4 |
| 5  | 15 stycznia 2013     | ISBN 978-4-04-728631-3 | 2 października 2014  | ISBN 978-83-80010-18-5 |
| 6  | 14 stycznia 2014     | ISBN 978-4-04-729396-0 | 9 stycznia 2015      | ISBN 978-83-80010-37-6 |
| 7  | 14 lutego 2015       | ISBN 978-4-04-730243-3 | 10 lutego 2016       | ISBN 978-83-80011-01-4 |
| 8  | 14 grudnia 2015      | ISBN 978-4-04-730782-7 | 7 kwietnia 2017      | ISBN 978-83-80011-97-7 |
| 9  | 15 grudnia 2016      | ISBN 978-4-04-734378-8 | 9 kwietnia 2018      | ISBN 978-83-80012-86-8 |
| 10 | 15 lutego 2018       | ISBN 978-40-4734-829-5 | 28 lutego 2019       | ISBN 978-83-80014-06-0 |
| 11 | 15 grudnia 2018      | ISBN 978-40-4735-343-5 | 26 listopada 2020    | ISBN 978-83-8001-665-1 |
| 12 | 13 grudnia 2019      | ISBN 978-4-04-735797-6 | 14 czerwca 2021      | ISBN 978-83-8001-749-8 |
| 13 | 15 marca 2021        | ISBN 978-4-04-736265-9 | 28 listopada 2022    | ISBN 978-83-8257-069-4 |
| 14 | 20 października 2022 | ISBN 978-4-04-737259-7 | —                    |                        |

## Nagrody i nominacje
| Rok  | Ceremonia                                   | Rezultat   | Źródło |
| ---- | ------------------------------------------- | ---------- | ------ |
| 2011 | Manga Taishō                                | 2. miejsce | [ 33 ] |
| 2012 | Międzynarodowy Festiwal Komiksu w Angoulême | Wygrana    | [ 34 ] |
| 2013 | Manga Taishō                                | 2. miejsce | [ 35 ] |
| 2014 | Manga Taishō                                | Wygrana    | [ 36 ] |
| 2016 | Nagroda Eisnera                             | Nominacja  | [ 37 ] |